# 康登 (印第安納州)
康登（英語：Camden）是一個位於美國印地安納州卡洛爾縣的城鎮。

## 地理
康登的座標為40°36′33″N 86°32′19″W / 40.60917°N 86.53861°W，而該地的平均海拔高度為205米（即673英尺）。

## 人口
根據2010年美國人口普查的數據，康登的面積為0.68平方千米，當中陸地面積為0.68平方千米，而水域面積為0.00平方千米。當地共有人口611人，而人口密度為每平方千米899人。